# IBM System Storage
IBM Storage (ранее IBM TotalStorage, затем IBM System Storage ) — наименование линейки систем хранения данных компании IBM, включающей в себя как дисковые, так и ленточные устройства, а также сетевые устройства хранения.

## Дисковые системы хранения
Семейство IBM TotalStorage DS объединяет корпоративные серверы хранения данных IBM TotalStorage DS6000 и DS8000 с недавно усовершенствованными системами среднего класса IBM TotalStorage DS4000 (ранее семейство FAStT) и новыми системами начального уровня.
Дисковые системы хранения данных начального уровня
- DS3200
- DS3300
- DS3400
- EXP3000

Дисковые системы хранения данных среднего класса
- DS4200
- DS4700
- DS4800
- Серия DS6000
- DS5000
- DS5020
- DCS9900

Корпоративные дисковые системы хранения данных
- Семейство FlashSystem
- Система хранения данных IBM XIV
- Семейство Enterprise DS
  - Серия DS6000
  - Серия DS8000
- Enterprise Storage Server

Другие устройства хранения данных
- 2104 Expandable Storage Plus
- 7133 Serial Disk System
- 7204 External Disk Drive

## Ленточные и оптические накопители
Ленточные накопители
- TS1120 — tape drive supporting 3592 media
- TS2230 — half-height, single slot LTO-3
- TS2340 — single slot LTO-4 (equivalent to old 3580 library)

Ленточные библиотеки
- TS3100 — one or two LTO-3 or LTO-4 drive library (24 cartridges)
- TS3200 — one or two LTO-3 or LTO-4 drive library (48 cartridges)
- TS3310 — expandable library with up to six LTO-3 or LTO-4 drives (122 cartridges with expansion module)
- TS3400 — one or two TS1120 drive library (18 cartridges)
- TS3500 — ultrascalable tape library with LTO or TS1120 drives (up to 16 frames, 192 drives and 6887 cartridges dependent on format)

## Сетевые устройства хранения данных
Линейка IBM System Storage N Series включает сетевые устройства хранения данных, с использованием разнообразных протоколов сетевого доступа, включая протоколы файловых систем (CIFS, NFS, HTTP, FTP) и протоколы блочного ввода-вывода, такие как iSCSI и FCP.
N Series
- IBM System Storage N3000
- IBM System Storage N5000
- IBM System Storage N5000 (Шлюз)
- IBM System Storage N7000 (Шлюз)